# Budenovka

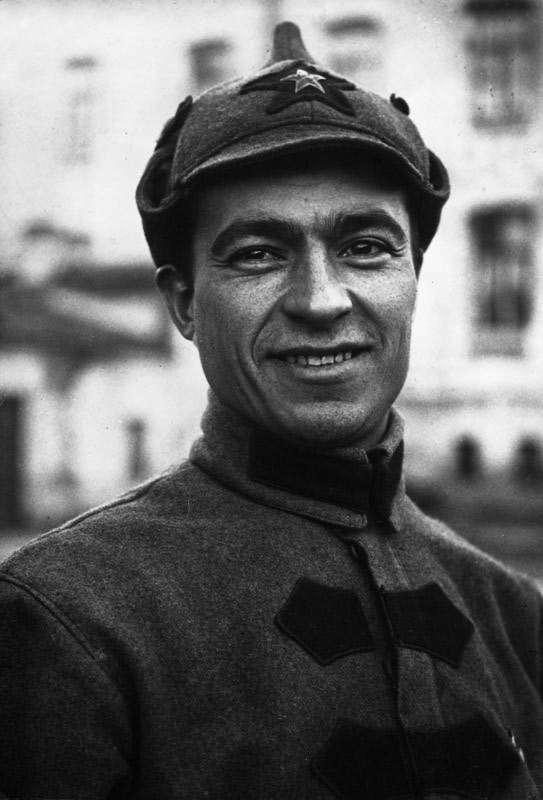
En soldat från Röda armén med budenovka, 1926.

Budenovka (ryska: будёновка; budjonovka) är en distinkt huvudbonad och en essentiell del av den kommunistiska uniformen under ryska inbördeskriget och senare. Det officiella namnet på mössan var шлем суконный (hjälm av kläde). Huvudbonaden döptes efter Semjon Budjonnyj, och gick också under namnet "frunzenka" efter Michail Frunze. Mössan är mjuk och täcker öron och nacke, och har även öronlappar som kan fästas under hakan.